# نينكورا
نينكورا أو نينكور كان اسمًا للعديد من الآلهة الرافدينية، بما في ذلك حرفي إلهي، ومن المفترض أنه نحاتة. لا يوجد اتفاق بين الباحثين حول ما إذا كانت نينكورا تتوافق مع الإلهة التي تحمل الاسم نفسه والتي تظهر في أسطورة إنكي وننهورساج. ويظهر إله مختلف يدعى نينكور في تعداد أسلاف إنليل في قوائم الآلهة. وقد تم استخدام هذا الاسم أيضًا كرمز رمزي لتمثيل اسم الإلهة التي كانت تُعبد في ماري وإيمار على نهر الفرات، والتي ربما تم تحديدها على أنها زوجة داجان، شلاش.

## نينكورا في جنوب بلاد ما بين النهرين
الاسم نينكورا ( d nin -kur-ra ) أو نينكور ( d nin-kur ) موثق بشكل ضئيل في المصادر من جنوب بلاد ما بين النهرين. من المفترض أن هناك أكثر من إله يحمل هذا الاسم. وفقًا لدينا كاتز، كان جميعهم من الإناث، على الرغم من أن جوزفين فيشنر وميشيل تانريت أشارا في منشور أحدث إلى إشارة إلى نينكورا الذكر في قائمة الآلهة أن = أنوم. إن شخصية الآلهة التي تحمل هذا الاسم تظهر درجة عالية من السيولة، وهو ما من المرجح أن يعكس النطاق الجغرافي للشهادات الفردية.

### إله الحرفي
يظهر نينكورا (أو نينكور) في قائمة آلهة فايدنر، أن = أنوم والنصوص الطقسية كإله حرفي ، ويرتبط بشخصيات مماثلة أخرى، مثل كولا، أو نينموج، أو نيناجالا. في بعض الأحيان، كان يتم استخدام المصطلح الجماعي ilī mārē ummâni ( الأكادية : "آلهة الحرفيين") لوصف مجموعة من هذه الآلهة. تذكر إحدى التعويذات أن العديد من الآلهة الحرفية، بما في ذلك نينكورا، تم إنشاؤها بواسطة إيا من الطين. كانت نينكورا تعتبر نحاتة، ولكن المواد التي كان يُعتقد أنها كانت تعمل بها تختلف بين المصادر: حيث تربطها تعويذة ميسي بي بالأحجار الكريمة وشبه الكريمة، بينما يذكر نقش سنحاريب الحجر الجيري بدلاً من ذلك.

### ابنة إنكي
في أسطورة إنكي وننهورساج، هناك إلهة تدعى نينكورا وهي ابنة الإله الذي يحمل نفس الاسم وُلدت من لقاء محارم بينه وبين نينيشيج. وبعد ذلك، أصبحت هي أيضًا ضحيته، واعتمادًا على النسخة، فهي إما والدة نينيما وبالتالي جدة أوتو، أو والدة الإلهة الأخيرة، مع تخطي نينيما. وفقًا لدينا كاتز، لا يزال من غير المؤكد سبب اختيار أي من الآلهة التي تظهر في هذا القسم من الأسطورة من قبل مؤلفيها لأدوارها الخاصة. يفسر لويس فيليو هذه النسخة من نينكورا على أنها إلهة الجبال بناءً على المعنى الحرفي لاسمها، ويزعم أنها كانت نفس إلهة الحرفي، التي يشير دورها كنحاتة إلهية وفقًا لهذه النظرية إلى أصل المادة التي صنعت منها التماثيل الإلهية. ومع ذلك، يعتبر أنطوان كافينيو ومانفريد كريبرنيك أنهما إلهان منفصلان.

### زوج أوتو
في تقليد متأخر موثق في قائمة الآلهة، يظهر أنوم نينكورا، وهو في هذه الحالة ذكر، كزوج لأوتو. وفقًا لكافينيو وكريبرنيك، تتوافق هذه النسخة مع الحرفي الإلهي. يقترح جوزفين فيشنر وميشيل تانريت أن نينكورا هذا قد يكون هو نفسه الإله نين نام. ري، ربما يمكن قراءته على أنه نينبير، والذي تم شرحه في أن = أنوم باعتباره قاطع ختم إلهي ( د بُر.جول).

### الإله البدائي
توجد إلهة أخرى تحمل نفس الاسم، نينكور، إلى جانب إله ذكر يدعى إنكور في قوائم ما يسمى " آلهة إنكي نينكي "، أسلاف إنليل. تم توثيق الزوج إنكور-نينكور في العهد البابلي القديم، وهو سلف أن = أنوم، وفي أن = أنوم نفسه، وفي قائمة الآلهة المعروفة من نسخة من ماري، ولكن موقعهما الدقيق بين أجيال الآلهة البدائية يختلف.

### إله العالم السفلي
وقد قيل أن إلهًا آخر يُدعى نينكور أو نينكورا كان مرتبطًا بالعالم السفلي. في هذا السياق، فإن الاسم من شأنه أن يشير إليها باعتبارها "سيدة العالم السفلي"، حيث يمكن أن تكون علامة KUR بمثابة تسمية لأرض الموتى. قد يظهر الاسم في هذا السياق في ما يسمى بالمرثية الأولى لمتحف بوشكين، حيث يستدعي رجل يدعى لودينجيرا نينكورا إلى جانب العديد من آلهة العالم السفلي، بعد نيرغال وقبل نينجيشيدا وجلجامش وبيتو وإيتانا، ليطلب منهم رعاية والده في أرض الموتى. تم توثيق تعداد مماثل للآلهة بشكل مستقل في ثلاثة مصادر أخرى.
تشير دينا كاتز إلى أنه في حين أن هذه النسخة من نينكورا من المحتمل أن يكون لها شخصية مماثلة لإيريشكيجال، فمن غير المرجح أن تكون متطابقة معها، حيث لم تظهر أبدًا إلى جانب نامتار؛ بالإضافة إلى ذلك، يبدو أن قائمة الآلهة البابلية القديمة من أوروك التي تضعها بعد نينتي وقبل ليسين تشير إلى أنها كانت شخصية منفصلة عن إيريشكيجال. تقترح بشكل مبدئي أنها ربما كانت إلهة ذات شخصية مماثلة كانت تُعبد في الأصل إلى الشمال من إيريشكيجال، ومرتبطة ارتباطًا وثيقًا بنيرجال، ربما كزوجته، على الرغم من أن الافتقار إلى الأدلة في النهاية يجعل تحديد طبيعة العلاقات بين هذه الآلهة الثلاثة مستحيلًا. وقد أعرب غريغوار نيكوليت أيضًا عن دعمه لهذا التفسير.

## دنين. كور في ماري وإيمار
إله آخر يمثله الرمز dNIN. كما تم توثيق وجود كور في ماري، حيث ظهر لأول مرة في قائمة قرابين الخبز من فترة الأسرات المبكرة أو فترة السرجون. هذا الإدخال يسبق مباشرة " Lugal Terqa "، وهو لقب داغان. ويأتي دليل آخر من قائمة عروض القماش من عهد زيمري ليم. ومع ذلك، فمن المحتمل أنه في قائمة آلهة ماري البابلية القديمة، حيث يظهر هذا الاسم في نهاية القسم الذي يركز على الأسماء التي تبدأ بعلامة نين، فإن المقصود هو إله الحرف اليدوية الذكر.
الاسم د نين. كور أو د نين. كور. كما تم توثيق RA بشكل جيد في نصوص من Emar. وهم يشهدون على وجود معبد ( É )، وخزانة، بالإضافة إلى بوابة وشارع سُمي على شرف هذا الإله. يظهر هذا الاسم أيضًا في عدد من قوائم العروض. شهر يحمل اسم نين. تم توثيق KUR في التقويم المحلي. كان مهرجان كيسو المخصص لداغان، والذي يبدو أنه كان يقام في مستوطنة شاتابي القريبة، يضم د نين. كور أيضا. من الصعب تحديد طبيعة هذا الاحتفال، على الرغم من أن الطقوس مخصصة لـ dNIN. تضمنت مراسم كور وجود نوغاغتو ، والتي تُترجم أحيانًا إلى "المرأة الحزينة"، بالإضافة إلى وضع تمثالها وتقديم القرابين لآلهة العالم السفلي مثل شوالا، وقد اقترح البعض أنها كانت تخليدًا لنزول الإله وعودته اللاحقة من أرض الموتى. ومع ذلك، نظرًا لأن الكثير من الأدلة غامضة، فهناك أيضًا مقترحات أكثر حذرًا في الدراسات العلمية، على سبيل المثال، أن الكيسو كان يحتفل بزواج الآلهة المعنية أو تتويجهم الرمزي. طقوس إماريوتية أخرى مخصصة لـ نين. كانت كور تضم متخصصين يُطلق عليهم اسم ناجيرتو (الشكل المؤنث من الكلمة الأكادية ناجيرو ،" المبشرة ")، على الرغم من عدم معرفة تفاصيل أدائها أو دور هؤلاء النساء فيها.
يقترح أنطوان كافينيو ومانفريد كريبرنيك أنه في نصوص ماريوت وإماريوت كان الاسم dNIN. يجب قراءة KUR(.RA) على أنها Bēlet-mātim، وأنها تشير إلى شالاش، وهي إلهة يُفترض أنها زوجة داجان المعتادة. يقدم لويس فيليو هذه الكلمة ببساطة على أنها نينكور أو نينكورا، لكنه يلاحظ أيضًا أن إلهة تدعى بعلتا ماتيم تظهر في نصوص من ماري بالاشتراك مع إيمار، وقد تكون هي نفسها نين. كور. ويستنتج أيضًا أنها كانت زوجة دغان، ويمكن التعرف عليها باعتبارها شلاش بناءً على الاستمرارية المفترضة للتقاليد المتعلقة بالأخير. ويشير إلى أن استخدام د NIN. ربما يكون استخدام الحرف (كُر) لتمثيلها مرتبطًا بالرمز (د كور) المستخدم لكتابة اسم داغان في المناطق الواقعة حول منتصف نهر الفرات. بالإضافة إلى ذلك، فهو يرى أنه من الممكن أن يكون دNIN. تم فهم KUR على أنه مرادف لـ dNIN. هور. تبلد، كما يستخدم أيضًا ككتابة لوجوغرافية لاسم زوجة داجان.
يقترح غريغوار نيكوليت أن إدخال نينكور في نسخة مختلفة من قائمة آلهة فايدنر المعروفة حصريًا من أوغاريت قد يمثل الإله من إيمار، على عكس أي اسم من بلاد ما بين النهرين الأدنى. ويشير إلى أن الكتبة الأوغاريتية ربما أضافوها إلى القائمة بسبب أهميتها في تقاليد المنطقة المجاورة.

### فهرس
- Beckman، Gary (2002). "The Pantheon of Emar". Silva Anatolica: Anatolian studies presented to Maciej Popko on the occasion of his 65th birthday. Warsaw: Agade. ISBN:83-87111-12-0. OCLC:51004996.
- Cavigneaux, Antoine; Krebernik, Manfred (1998), "Nin-kur(a), dNIN-KUR",  (بالألمانية) {{استشهاد}}: الوسيط |title= غير موجود أو فارغ (help) and الوسيط |تاريخ الوصول بحاجة لـ |مسار= (help)
- Cavigneaux, Antoine; Krebernik, Manfred (1998a), "dNin-NAM.RI",  (بالألمانية) {{استشهاد}}: الوسيط |title= غير موجود أو فارغ (help) and الوسيط |تاريخ الوصول بحاجة لـ |مسار= (help)
- Fechner، Josephine؛ Tanret، Michel (2014)، "Uttu"،  {{استشهاد}}: الوسيط |title= غير موجود أو فارغ (مساعدة) والوسيط |تاريخ الوصول بحاجة لـ |مسار= (مساعدة)
- Feliu، Lluís (2003). The God Dagan in Bronze Age Syria. Boston: Brill. ISBN:90-04-49631-9. OCLC:1288215998. اطلع عليه بتاريخ 2022-08-22.
- Katz، Dina (2003). The Image of the Netherworld in the Sumerian Sources. Bethesda, MD: CDL Press. ISBN:1883053773. OCLC:51770219.
- Katz، Dina (2008). "Enki and Ninhursaga, Part Two". Bibliotheca Orientalis. Peeters Publishers. ج. 65 ع. 3: 320–342. DOI:10.2143/bior.65.3.2033365. ISSN:0006-1913.
- Lambert، Wilfred G. (2013). Babylonian creation myths. Winona Lake, Indiana: Eisenbrauns. ISBN:978-1-57506-861-9. OCLC:861537250.
- Nicolet، Grégoire (2022). "Old Babylonian god-lists in retrospect: A new edition of TH 80.112". Syria. OpenEdition ع. 99: 9–78. DOI:10.4000/syria.14285. ISSN:0039-7946.
- Simons، Frank (2018). "The Goddess Kusu". Revue d'assyriologie et d'archéologie orientale. CAIRN. ج. 112 ع. 1: 123–148. DOI:10.3917/assy.112.0123. ISSN:0373-6032.

## روابط خارجية
- إنكي وننهورساج في مجموعة النصوص الإلكترونية للأدب السومري